# Simtany

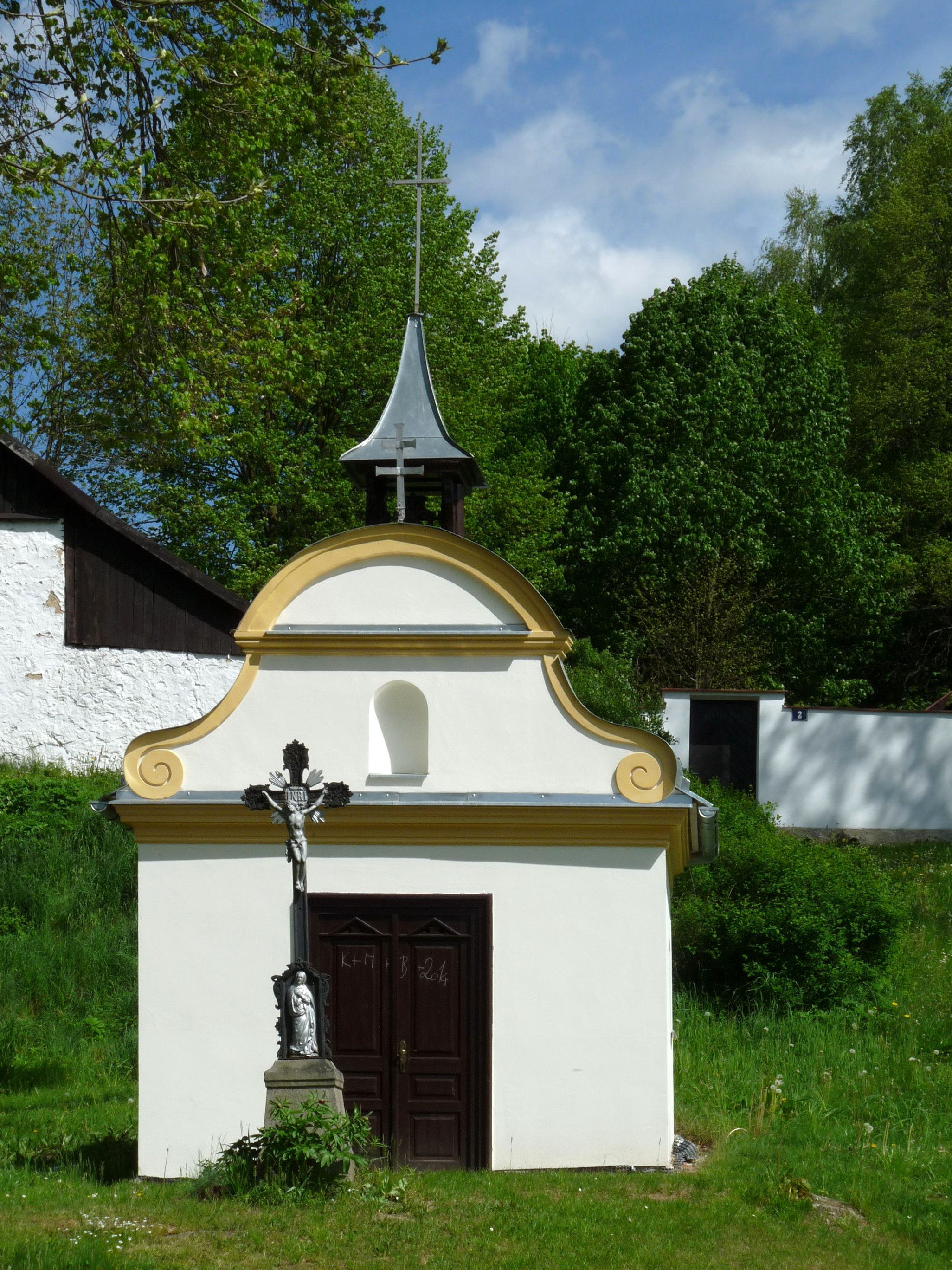
Kapelle der Jungfrau Maria

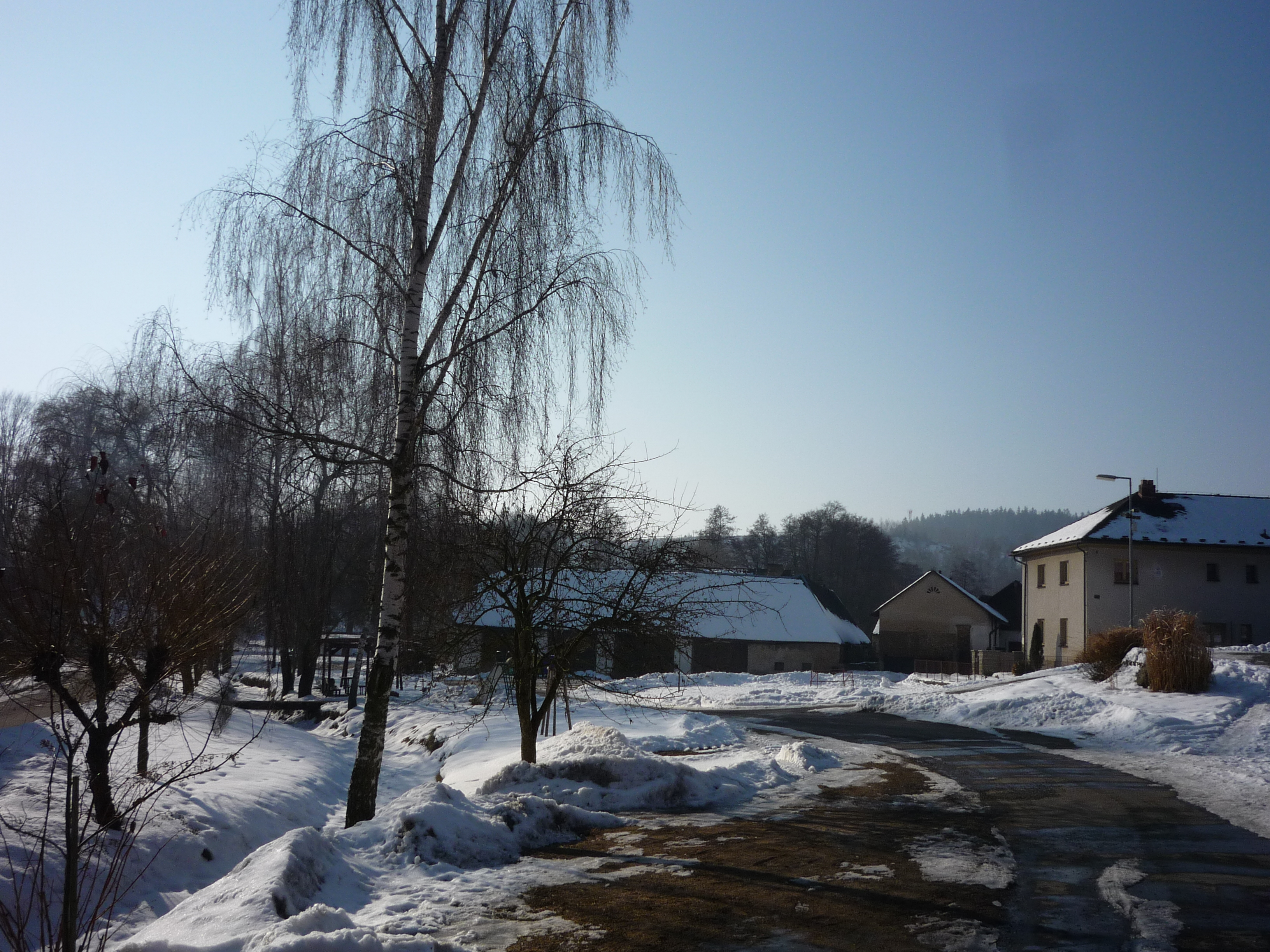
Dorfplatz

Simtany (deutsch Siebentann) ist ein Ortsteil der Gemeinde Pohled in  Tschechien. Er liegt sechs Kilometer östlich des Stadtzentrums von Havlíčkův Brod und gehört zum Okres Havlíčkův Brod.

## Geographie
Simtany befindet sich rechtsseitig der Sázava in der Hornosázavská pahorkatina (Hügelland an der oberen Sázava). Das Dorf liegt im Seitental des Baches Simtanský potok. Durch Simtany führt die Staatsstraße I/19 zwischen Rouštany und Přibyslav. Südlich – auf der anderen Seite der Sázava – verläuft die Bahnstrecke Brno–Havlíčkův Brod. Im Norden erhebt sich die Kalvárie (523 m n.m.), nordöstlich der Stříbro (509 m n.m.) und im Südwesten der Duškův kopec (Wartberg, 539 m n.m.).
Nachbarorte sind Proseč, Jilemník, U Tomů, Svatá Anna und Krátká Ves im Norden, Samotín, Macourov und Zádušný Mlýn im Nordosten, Stříbrné Hory im Osten, Keřkov, Štukhejlský Mlýn, U Tonerů und Utín im Südosten, Dlouhá Ves und Bartoušov im Süden, Mírovka und Herlify im Südwesten, Pohled im Westen sowie Kyjov und Ždírec im Nordwesten.

## Geschichte
Das Dorf ist wahrscheinlich eine Gründung deutscher Bergleute, die sich nach den Silbererzfunden in dem unbesiedelten Grenzwald  zwischen Böhmen und Mähren niederließen. Die erste schriftliche Erwähnung von Sibentannen erfolgte im Jahre 1304, als das Zisterzienserinnenkloster Vallis Sancta Mariae das Dorf erwarb. Danach blieb das Dorf immer im Klosterbesitz.
1782 hob Kaiser Joseph II. das Kloster Frauenthal auf und wies das Gut Frauenthal dem Religionsfonds zu. Bis 1807 wurde das Gut von der k.k. böhmischen Staatsgüteradministration verwaltet, danach öffentlich versteigert und an Joseph Graf von Unwerth verkauft. Nach dessen Tod erbte 1822 Eugen Graf Silva-Tarouca-Unwerth den Besitz.
Im Jahre 1840 bestand das im Caslauer Kreis gelegene Dorf Siebenthan bzw. Siebentann aus 24 Häusern, in denen 172 überwiegend deutschsprachige Personen lebten. Pfarrort war Frauenthal.  Bis zur Mitte des 19. Jahrhunderts blieb das zur Iglauer Sprachinsel zugerechnete Dorf Siebenthan dem Gut Frauenthal und Termeshöfen untertänig.
Nach der Aufhebung der Patrimonialherrschaften bildete Siebentann / Simtany ab 1849 einen Ortsteil der Gemeinde Pohled bzw. Frantál im Gerichtsbezirk Deutschbrod. Ab 1868 gehörte der Ort zum Bezirk Deutschbrod. 1869 hatte Simtany 168 Einwohner und bestand aus 26 Häusern.  Im Jahre 1900 lebten in Simtany 203 Menschen, 1910 waren es 190. 1930 hatte Simtany 136 Einwohner und bestand aus 29 Häusern. Beim Zensus von 2001 lebten in den 34 Häusern des Dorfes 80 Personen.

## Gemeindegliederung
Zu Simtany gehören die Einschichten U Tomů und Svatá Anna.
Der Ortsteil bildet einen Katastralbezirk.

## Sehenswürdigkeiten
- Kapelle der Jungfrau Maria, errichtet in der Mitte des 18. Jahrhunderts. Sie wurde 2013 saniert.
- Wallfahrtssareal Svatá Anna